# 舞厅音乐
舞厅音乐（英語：Dancehall）是起源于牙买加的一种流行音乐流派，从20世纪70年代后期开始发展，并于20世纪80年代中期达到顶峰。  最初，舞厅音乐是一种比根源风格更加简洁的雷鬼音乐。  在20世纪80年代中期，数字乐器开始在舞厅音乐中越来越普遍，这极大地改变了 舞厅音乐的声音，并催生了“拉格音乐”风格，其特点是更快的节奏。舞厅音乐的关键元素包括它大量使用牙买加土语而不是牙买加标准英语，以及对节奏音乐的关注。
舞厅音乐在1980年代在牙买加本土开始流行，并逐渐获得主流认可，到1990年代，它在牙买加侨民社区中越来越受欢迎。 在2000年代，舞厅音乐进入全球主流音乐市场并大获成功，到2010年代，西方音乐人和制作人开始将舞厅音乐融入他们的作品中，这进一步帮助将这种类型带入了西方音乐的主流。 

## 另请参阅
- 牙买加主题
- 社会主题